# Rafinha (voleibolista)
 Rafael Martins de Almeida (Belo Horizonte, 6 de maio de 1976) é voleibolista brasileiro indoor campeão mundial infanto-juvenil em 1993 e vice-campeão juvenil, ambas conquistas pela seleção brasileira. Participou de elencos consagrados de clubes tradicionais nacionais e é único jogador que disputou todas as edições da superliga.

## Carreira
Sua primeira convocação para seleção brasileira ocorreu na categoria infanto-juvenil,  cujo técnico  era Percy Oncken, com boa campanha conquistam a medalha de ouro invictos no Campeonato Mundial de Voleibol Masculino Sub-19 de 1993 derrotando na final a seleção japonesa  pro 3x0 (15-7, 15-11 e 15-6).
Inicia sua trajetória profissional no Fiat/Minas  em 1994 e disputou a primeira edição da superliga e esteve  na seleção juvenil que se preparava para o Campeonato Sul-Americano de Voleibol Masculino Sub-21 disputado em Lima-Perú  de 1994, porém não foi selecionado  para disputa e continuou treinando com o grupo que disputou o Campeonato Mundial de Voleibol Masculino Sub-21 da Malásia de 2005, no qual obteve a medalha de prata, cuja preparação para o resultado deu-se ao lado  de uma geração repleta de grandes valores como: Itápolis, Gustavo Endres, Dirceu, André Heller, Giba, Léo, Ricardinho,  Royal, Manius Abbadi, Digão, Roim, Lilico, Alex Lenz, Renato Felizardo, comandados por Percy Oncken e pelo técnico Antônio Marcos Lerbach.
Ainda em 1995  foi convocado pelo técnico Antônio Marcos Lerbach para seleção brasileira na categoria adulto(Seleção B) para disputar os Jogos Pan-Americanos de 1995 na Argentina, no qual a equipe não fez uma boa campanha, encerrando em sétimo lugar (última colocação). Na temporada 1999-00 atuando pelo Telemig Celular/Minas chega pela primeira vez a final nesta edição da superliga, obtendo seu primeiro título nacional, mesmo resultado alcançado com este clube na Superliga 00-01. Pelo time mineiro na temporada 2001-02 registra a brilhante façanha do tricampeonato na edição da  Superliga 01-02.Disputou em  1999 o  Campeonato Sul-Americano de Clubes de Voleibol Masculino realizado em Cali-Colômbia obtendo a medalha de ouro. Na temporada seguinte não conquista o tetracampeonato, chegando as quartas-de-final.Na  temporada 2003-04  conseguiu subir ao pódio e desta vez obteve a terceira colocação da superliga com time mineiro.
Foi contratado pelo  Wizard/Suzano para disputar o campeonato paulista e a superliga na temporada 2004/05, avançando apenas as quartas-de-final e vice-campeão paulista na edição de 2004, respectivamente Passou a defender a Ulbra/Ferraz/São Paulo F.C  na temporada 2005-06, classificando com a equipe para as quartas de finais, novamente não figura no pódio ao final desta edição.
Retornou ao clube que o revelou, conquistou na temporada 2006/2007 seu quarto título na  Superliga 06-07, além desta conquista, foi campeão mineiro em 2006 e neste mesmo ano conquistou título do torneio internacional Flanders Gala na Bélgica.
Em 2006 o Minas representou o Esporte Clube Pinheiros no Campeonato Paulista  sendo campeão em 2006 e vice-campeão:  em 2007 e 2008. Jogando pelo Vivo/Minas na temporada 2007-08 se torna vice-campeão  em duas edições consecutivas da superliga: Superliga 07-08 e Superliga 08-09.
Um episódio preocupante em sua carreira ocorreu na temporada 2007/2008  e  ficou três meses afastado das quadras por causa de lesão e necessitou submeter-se a ciorurgia nos dois joelhos, mas se recuperou prontamente. Na temporada 2009 foi quarto lugar no Campeonato Sul-Americano de Clubes de Voleibol Masculino realizado em Florianópolis, já na superliga nas temporadas 2009-10 e 2010-2011 não chega ao pódio nas duas ocasiões.
A equipe de BMG/Montes Claros o contrata para temporada 2011-12, mas  não se classifica para a próxima fase, terminando na décima colocação. Na temporada 2012-13 defendeu a equipe do Canoas Vôlei  se classificando para fase seguinte e terminando na sexta colocação. Renovou contrato com este clube para temporada 2013-14.

## Clubes
| Clube                      | País   | De   | Até   |
| Minas Tênis Clube          | Brasil | 1994 | 2004  |
| Wizard/Suzano              | Brasil | 2004 | 2005  |
| Ulbra/Ferraz/São Paulo F.C | Brasil | 2005 | 2006  |
| Telemig Celular/Minas      | Brasil | 2006 | 2007  |
| Esporte Clube Pinheiros    | Brasil | 2007 | 2009  |
| Vivo/Minas                 | Brasil | 2009 | 2011  |
| BMG/Montes Claros          | Brasil | 2011 | 2012  |
| Canoas Vôlei               | Brasil | 2012 | 2013  |
| Kappersberg/Canoas         | Brasil | 2013 | 2017  |
| Corinthians-Guarulhos      | Brasil | 2017 | Atual |

## Títulos e Resultados
- 1995- 7º Lugar dos Jogos Pan-Americanos de 1995(Mar del Plata,  Argentina)[4]
- 1999-00 - Campeão da Superliga[6]
- 1999- Campeão Sul-Americano de Clubes (Cali, Colômbia)[5][6]
- 2000-01 - Campeão da Superliga[6]
- 2001-02 - Campeão da Superliga[6]
- 2003-04 - 3º Lugar na Superliga[6]
- 2004- Vice- Campeão Paulista[6]
- 2006-07 - Campeão da Superliga[6]
- 2006-07 - Campeão Paulista[6]
- 2006-07 - Campeão Mineiro[6]
- 2006-07 - Campeão do Flanders Volley Gala (Antuérpia,  Bélgica)[6]
- 2006-07 - Campeão dos Jogos Regionais de Lorena[6]
- 2006-07 - Vice-Campeão dos Jogos Abertos[6]
- 2007-08 - Vice-Campeão da Superliga[6]
- 2007- Vice-Campeão Paulista[6]
- 2008- Vice-Campeão Paulista[6]
- 2007-08 - Campeão Mineiro[6]
- 2008-09 - Vice-Campeão da Superliga[6]
- 2008-09 - Campeão do Torneio de Vôlei de Juiz de Fora[6]
- 2009 - 4º Lugar no Sul-Americano de Clubes(Florianópolis, Brasil)[6]
- 2008-09 - Vice-Campeão do Mineiro[6]
- 2008-09 - 3º Lugar no Torneio de Florianópolis[6]
- 2008-09 - 3º Lugar no Desafio Globo Minas[6]
- 2012- Campeão Gaúcho
- 2012-13- 6º Lugar da Superliga
- 2017 - Campeão da Taça Ouro